# Христианские демократы (Финляндия)
Христианские демократы (фин. Kristillisdemokraatit) — консервативная финская партия, образованная в 1958 году в результате отпочкования от Национальной коалиции. Партия придерживаются принципов христианской демократии, выступают за расширение прав муниципалитетов и защиту окружающей среды.
По результатам парламентских выборах 2019 года это восьмая по числу представителей в Эдускунте партия в стране (как и после парламентских выборах 2015 года и парламентских выборов 2011 года).

## История партии
Изначально (до 2001 года) называлась Финская христианская лига.
Выступала против вхождения Финляндии в ЕС.
С 2004 по 2015 год партию возглавляла Пяйви Рясянен. На съезде партии, прошедшем 20 августа 2011 года в городе Коккола, Пяйви Рясянен была переизбрана председателем партии (единогласно). На съезде в Хямеенлинне 31 августа 2013 года Рясянен была переизбрана снова, она получила 271 голос, а её единственный соперник по выборам — лишь 12 голосов. В 2015 году Рясянен заявила о том, что добровольно покидает свой пост, и не стала принимать участия в новых выборах председателя.
На партийном съезде, который состоялся 28 августа 2015 года в Савонлинне, на пост председателя претендовали два действующих депутата эдускунты, Сари Эссайя и Сари Танус, однако в последний момент Танус сняла свою кандидатуру. Новым председателем партии была единогласно избрана Сари Эссайя. В своей программной речи на съезде Эссайя заявила о том, что христианским демократам необходимо заново завоевать доверие избирателей, проводя многостороннюю и конструктивную политику, не ограничиваясь лишь морально-этическими проблемами.
| Год  | Количество депутатов | Голоса  | %      |
| ---- | -------------------- | ------- | ------ |
| 1958 | 0                    | 3358    | 0,17 % |
| 1966 | 0                    | 10 646  | 0,45 % |
| 1970 | 1                    | 28 228  | 1,40 % |
| 1972 | 4                    | 65 228  | 2,53 % |
| 1975 | 9                    | 90 599  | 3,29 % |
| 1979 | 9                    | 138 244 | 4,77 % |
| 1983 | 3                    | 90 410  | 3,03 % |
| 1987 | 5                    | 74 209  | 2,58 % |
| 1991 | 8                    | 83 151  | 3,05 % |
| 1995 | 7                    | 82 311  | 2,96 % |
| 1999 | 10                   | 111 835 | 4,17 % |
| 2003 | 7                    | 148 987 | 5,34 % |
| 2007 | 7                    | 134 643 | 4,86 % |
| 2011 | 6                    | 118 453 | 4,03 % |
| 2015 | 5                    | 105 022 | 3,5 %  |
| 2019 | 5                    | 120 144 | 3,9 %  |
| 2023 | 5                    | 130 394 | 4,22 % |

| Год  | Количество депутатов | Голоса | %      |
| ---- | -------------------- | ------ | ------ |
| 1996 | 0                    | 63 134 | 2,8 %  |
| 1999 | 1                    | 29 637 | 2,4 %  |
| 2004 | 0                    | 70 845 | 4,3 %  |
| 2009 | 1                    | 69 467 | 4,2 %  |
| 2014 | 0                    | 90 586 | 5,2 %  |
| 2019 | 0                    | 89 204 | 4,9 %  |
| 2024 | 0                    | 75 426 | 4,12 % |

## Лидеры
- О́лави Пяйвенсало (1958—1964)
- Ахти Теле (1964—1967)
- Эйно Сарес (1967—1970)
- О́лави Майландер (1970—1973)
- Райно Вестерхольм (1973—1982)
- Эско Альмгрен (1982—1989)
- Тойми Канкаанниеми (1989—1995)
- Бьярн Каллис (1995—2004)
- Пяйви Рясянен (2004—2005)
- Сари Эссайя (с 2015)